# طائر الليل (رواية)
طائر الليل (بالإنجليزية: The Bird of Night)‏ هي رواية للكاتبة البريطانية سوزان هيل، نشرت عام 1972، لأول مرة عن دار نشر هاميش هاميلتون. في عام 1972، فازت الرواية بجائزة ويتبريد، ووصلت إلى القائمة المختصرة لجائزة البوكر. علقت سوزان هيل في عام 2006على الرواية قائلة: "تم إدراج رواية لي في القائمة المختصرة لجائزة بوكر وفازت بجائزة ويتبريد للرواية. لقد كان كتابًا لم أقم بتقييمه مطلقًا. لا أعتقد أنه ناجح، على الرغم من وجود بعض الأشياء الجيدة فيه. أنا لا أؤمن بالشخصيات أو القصة.

## تقديم للرواية
كان فرانسيس كروفت شاعراً عظيماً لكنه عانى من نوبات الجنون. حاول رفيقه هارفي لوسون حمايته لمدة 20 عامًا، حيث أمضيا معًا بعض الوقت في البندقية ثم سافر فرانسيس إلى أمريكا. وعند عودته ساءت حالته مما أدى إلى انتحاره. ثم أحرق هارفي جميع أوراقه لإنهاء الموضوع تماماً أمام أية تطلعات فضولية.

## تعليقات
إن ملحمة فرانسيس المثيرة للاهتمام ورحلته عبر الحياة والجنون، هي قصة تستحق الأفصل. إن التركيز على أدق التفاصيل والعلاقة الوثيقة بين الحالة العقلية للشخصية والعمر الجسدي توفر وقائع مثيرة للاهتمام. ..جزء من سبب قدرة هيل على نقل موضوع الجنون هو وجود شخصية ثانية، هارفي لوسون، حيث يتم مشاركة معاناة فرانسيس وتصويرها في ذاكرة لوسون وكتاباته.
على الرغم من عنوان الرواية الذي يبدو مخيفًا إلى حد ما - فسوزان هيل، على كل حال، مشهورة بقصص الأشباح، وأبرزها "المرأة ذات الرداء الأسود"، والتي تم تقديمها للمسرح والشاشة - من المؤكد أن "طائر الليل" ليس خارقًا للطبيعة. إنها قصة فرانسيس كروفت، "أعظم شاعر في عصره"، وانحداره إلى الجنون كما يرويها شريكه هارفي لوسون (يلتقي الرجال في حفلة منزلية بعد سنوات قليلة من الحرب العالمية الأولى) مع مقتطفات من قصيدة كروفت. أوراق يوميات ورسائل.